# James Caan
James Edmund Caan, född 26 mars 1940 i Bronx i New York, död 6 juli 2022 i Los Angeles i Kalifornien, var en amerikansk skådespelare. Han fick sitt genombrott i rollen som Sonny Corleone i Gudfadern 1972.

## Biografi
Caan växte upp i en judisk familj och hans far var kosherköttförsäljare. Under skoltiden utmärkte Caan sig i basket och när han studerade vid college hade han en mängd extrajobb, bland annat som kypare och livvakt. Han inledde sin scenkarriär vid Neighborhood Playhouse i New York och gjorde debut off-Broadway 1960 i La Ronde. År 1963 gjorde han filmdebut i en liten roll i Irma la Douce.
Caan blev ett ganska stort namn under början av 1970-talet efter ett ha medverkat i TV-filmen Brian's Song men framförallt efter sin gestaltning av den hetlevrade Sonny Corleone i Gudfadern 1972. Caan Oscarnominerades för rollen i kategorin bästa manliga biroll, där han tävlade mot två av sina medspelare i filmen, Al Pacino och Robert Duvall, men ingen av dem vann priset.
På grund av ett ganska vilt liv under 1970- och 80-talen, gick karriären i stå och han fick efter hand mest uppträda i mer ordinära biroller, till exempel i filmer som Eraser, The Yards, The Way of the Gun och Dogville.
Åren 2003–2007 hade han huvudrollen i TV-serien Las Vegas.

## Filmografi i urval
| Titel                                     | År        | Roll                                    | Noter |
| ----------------------------------------- | --------- | --------------------------------------- | --- |
| Irma la Douce                             | 1963      | Soldat med radio                        | (okrediterad) |
| Cellskräck                                | 1964      | Randall Simpson O'Connell               | |
| Glory guys – De sista tappra              | 1965      | Pvt. Anthony Dugan                      | |
| Red Line 7000                             | 1965      | Mike                                    | |
| El Dorado                                 | 1966      | Alan Bedillion Traherne ('Mississippi') | |
| Den djävulska trion                       | 1967      | Paul Montgomery                         | |
| Ubåt X-1 till attack                      | 1968      | Cmdr. Richard Bolton, RNVR              | |
| Countdown                                 | 1968      | Lee Stegler                             | |
| Helvetets utpost                          | 1968      | Buck Burnett                            | |
| Älska aldrig en främling                  | 1969      | Jimmy Kilgannon (Killer)                | |
| Rabbit, Run                               | 1970      | Rabbit Angstrom                         | |
| T.R. Baskin                               | 1971      | Larry Moore                             | |
| Brian's Song                              | 1971      | Brian Piccolo                           | Nominerad – Emmy Award for Outstanding Lead Actor – Miniseries or a Movie                                                     |
| Gudfadern                                 | 1972      | Santino 'Sonny' Corleone                | Nominerad – Academy Award for Best Supporting Actor Nominerad – Golden Globe Award for Best Supporting Actor – Motion Picture |
| Slither                                   | 1973      | Dick Kanipsia                           | |
| Ugglan och sjömannen                      | 1973      | John Baggs Jr.                          | |
| Speldjävulen                              | 1974      | Axel Freed                              | Nominated – Golden Globe Award for Best Actor – Motion Picture Drama                                                          |
| Gudfadern del II                          | 1974      | Sonny Corleone                          | |
| Ursäkta, här kommer snuten!               | 1974      | Freebie                                 | |
| Funny Lady                                | 1975      | Billy Rose                              | Nominated – Golden Globe Award for Best Actor – Motion Picture Musical or Comedy                                              |
| Rollerball                                | 1975      | Jonathan E.                             | Saturn Award for Best Actor                                                                                                   |
| Gone with the West                        | 1975      | Jud McGraw                              | |
| Killer elite - mördargänget               | 1975      | Mike Locken                             | |
| Pang i bygget                             | 1976      | Harry Dighby                            | |
| Det våras för stumfilmen                  | 1976      | Sig själv                               | |
| En bro för mycket                         | 1977      | Sgt. Eddie Dohun                        | |
| Another Man, Another Chance               | 1977      | David Williams                          | aka Un autre homme, une autre chance                                                                                          |
| Comes a Horseman                          | 1978      | Frank 'Buck' Athearn                    | |
| 1941                                      | 1979      | Sjöman i strid                          | (okrediterad) |
| Chapter Two                               | 1979      | George Schneider                        | |
| Hide in Plain Sight                       | 1980      | Thomas Hacklin                          | |
| Gatans lag                                | 1981      | Frank                                   | |
| Les uns et les autres                     | 1981      | Jack Glenn/Jason Glenn                  | aka Dance of Life |
| Kiss Me Goodbye                           | 1982      | Jolly Villano                           | |
| Det sista slagfältet                      | 1987      | SFC. Clell Hazard                       | |
| Alien Nation                              | 1987      | Det. Sgt. Matthew Sykes                 | |
| Dick Tracy                                | 1990      | Spaldoni                                | |
| Lida                                      | 1990      | Paul Sheldon                            | Nominerad – Saturn Award for Best Actor                                                                                       |
| The Dark Backward                         | 1991      | Dr. Scurvy                              | |
| For the Boys                              | 1991      | Eddie Sparks                            | |
| Smekmånad i Las Vegas                     | 1992      | Tommy Korman                            | |
| The Program                               | 1993      | Sam Winters                             | |
| Flesh and Bone                            | 1993      | Roy Sweeney                             | |
| A Boy Called Hate                         | 1995      | Jim                                     | |
| North Star                                | 1996      | Sean McLennon                           | |
| Bottle Rocket                             | 1996      | Mr. Henry                               | |
| Eraser                                    | 1996      | U.S. Marshal Robert Deguerin            | |
| Bulletproof                               | 1996      | Frank Colton                            | |
| This Is My Father                         | 1998      | Kieran Johnson                          | |
| Mickey Blue Eyes                          | 1999      | Frank Vitale                            | |
| The Yards                                 | 2000      | Frank Olchin                            | |
| Luckytown                                 | 2000      | Charlie Doyles                          | |
| The Way of the Gun                        | 2000      | Joe Sarno                               | |
| Warden of Red Rock                        | 2001      | John Flinders                           | |
| Viva Las Nowhere                          | 2001      | Roy Baker                               | |
| A Glimpse of Hell                         | 2001      | Capt. Fred Moosally                     | |
| In the Shadows                            | 2001      | Lance Huston                            | |
| Night at the Golden Eagle                 | 2002      | Fängelsevakt                            | (okrediterad) |
| City of Ghosts                            | 2002      | Marvin                                  | |
| Blood Crime                               | 2002      | Sheriff Morgan McKenna                  | |
| Jericho Mansions                          | 2003      | Leonard Grey                            | |
| Dogville                                  | 2003      | The Big Man                             | |
| This Thing of Ours                        | 2003      | Jimmy 'the con'                         | |
| Elf                                       | 2003      | Walter Hobbs                            | |
| Las Vegas                                 | 2003-2007 | "Big Ed" Deline                         | |
| Simpsons                                  | 2004      | Sig själv                               | Avsnitt: All's Fair in Oven War (gäströst)                                                                                    |
| Santa's Slay                              | 2005      | Darren Mason                            | (okrediterad) |
| Wisegal                                   | 2008      | Salvatore Palmeri                       | |
| Get Smart                                 | 2008      | Presidenten                             | |
| Mercy                                     | 2009      | Gerry Ryan                              | |
| Something, Something, Something, Darkside | 2009      | Sig själv                               | |
| New York, I Love You                      | 2009      | Mr. Riccoli                             | (segment "Brett Ratner") |
| Det regnar köttbullar                     | 2009      | Tim Lockwood (Flints pappa)             | (röstroll) |
| Middle Men                                | 2010      | Jerry Haggerty                          | |
| Henry's Crime                             | 2010      | Max                                     | |
| Minkow                                    | 2010      | Paul Vinsant                            | |
| The Annoying Orange                       | 2010      | Jalepeno                                | Röstroll i webb-serie |
| Anyone's Son                              | 2011      | John Hanna                              | |
| Detachment                                | 2011      | Mr. Seaboldt                            | |
| Sweetwater                                | 2012      | Ned Irish                               | (pre-production) |
| That's My Boy                             | 2012      | Fader McNally                           | |